# Audiogramma

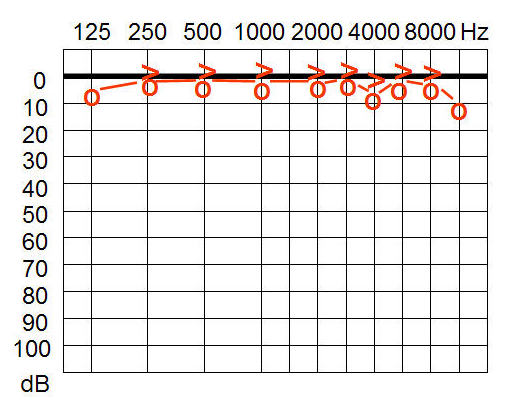
Un audiogramma

L'audiogramma è un grafico che rappresenta la risposta in frequenza dell'apparato uditivo di una persona o di un animale per ogni orecchio che indica la tipologia e il grado di perdite uditive.
La frequenza è espressa in cicli al secondo detti anche Hertz. Maggiore è la frequenza e maggiore sarà l'altezza del suono.
L'intensità è misurata in unità denominate decibel. Zero decibel (0 dB) non significa "assenza di suono", ma solo un suono molto debole. Il livello di una conversazione vocale è di circa 65 dB, mentre 120 dB è un valore davvero molto forte.
Durante un test dell'udito, l'audiologo propone i suoni ad una frequenza per volta. Il tono più debole che una persona è in grado di percepire in ciascuna frequenza viene segnato sull'audiogramma in corrispondenza di quella frequenza e intensità. Questo viene detto "soglia uditiva".
L'audiogramma è quindi l'immagine del proprio udito. Esso indica quanto il proprio udito vari dalla normalità e, in caso di perdite uditive, il punto in cui il problema potrebbe essere localizzato. Negli adulti, l'udito normale è in genere definito come soglie di 25 dB HL o superiori (inferiori). Soglie di 30 dB HL e superiori indicano perdita dell'udito.
Esistono diversi tipi e gradi di perdite uditive. A seconda della parte dell'orecchio interessata, gli esperti generalmente distinguono tra quattro tipi di perdita uditiva principali: perdite uditive di tipo conduttivo, perdite uditive di tipo neurosensoriale, perdite uditive di tipo misto e perdite uditive di tipo neurale.